# Sundsvalls kontrakt
Sundsvalls kontrakt var ett kontrakt inom Svenska kyrkan i Härnösands stift. Kontraktet upphörde 31 december 2000 och församlingarna övergick till Sundsvall-Timrå kontrakt.
Kontraktskoden var 1008.

## Administrativ historik
Kontraktet bildades 1900 genom om uppdelning av ett äldre Medelpads kontrakt. Denna del hade namnet Medelpads östra kontrakt och namnändrades 1922 till Sundsvalls kontrakt. Kontraktet omfattade
- Alnö församling
- Holms församling
- Indals församling
- Lidens församling
- Njurunda församling
- Selångers församling som tillfördes 1962 från Ljunga kontrakt
- Sköns församling,
- Skönsmons församling,
- Sundsvalls församling som 4 november 1955 namnändrades till Sundsvalls Gustav Adolfs församling,
- Sättna församling  som tillfördes 1962 från Ljunga kontrakt
- Timrå församling,
- Ljustorps församling som 1962 överfördes till Domprosteriet
- Hässjö församling som 1962 överfördes till Domprosteriet
- Tynderö församling som 1962 överfördes till Domprosteriet